# 罗伯特·M·卡普兰
罗伯特·M·卡普兰是一位美国医学家，斯坦福医学院教授，2004年当选美国国家医学院院士，主要作品有《失信医疗：对美国卫生保健体系的反思》（More Than Medicine: The Broken Promise of American Health）等。